# Tulčík
Tulčík (in ungherese Töltszék) è un comune della Slovacchia facente parte del distretto di Prešov, nella regione omonima.